# Cozola parentheta
Cozola parentheta är en fjärilsart som beskrevs av Collenette 1947. Cozola parentheta ingår i släktet Cozola och familjen tofsspinnare. Inga underarter finns listade i Catalogue of Life.